# Rui Águas
José Rui Lopes Águas (Lisboa, 28 de Abril de 1960) é um ex-futebolista português e treinador. É filho do também jogador português José Águas. Curioso é que pai e filho já foram artilheiros da Liga dos Campeões da Europa e pelo Benfica.

## Carreira
Em Portugal, destacou-se ao serviço do Benfica e do FC Porto, tendo ainda jogado em Itália, pelo Reggiana. 

## Selecção
Foi também internacional pela selecção portuguesa. fez parte do elenco da Seleção Portuguesa de Futebol, na Copa do Mundo de  1986. 

## Treinador
Em 2014 Rui Águas passou a ser o seleccionador da equipa de Futebol de Cabo Verde.